# Pia Maiocco
Pia Maiocco (25 de febrero de 1962) es una bajista y cantante estadounidense, reconocida por su trabajo con la banda de hard rock conformada por mujeres Vixen.

## Carrera
Fue bajista y corista de Vixen entre 1984 y 1986, abandonando la agrupación justo antes de que alcanzara reconocimiento internacional con Janet Gardner, Jan Kuehnemund, Share Pedersen y Roxy Petrucci, formación que grabó el álbum Vixen en 1988.
Pia está casada con el reconocido guitarrista Steve Vai, a quien conoció mientras ambos asistían a la Escuela de Música de Berklee. Maiocco aparece en el álbum Flex-Able de Vai. Tienen dos hijos, Fire y Julian Angel.